# Oskar Löber
Oskar Löber, auch Oscar Loeber (* 15. Oktober 1869 in Obersuhl; † nach 1930) war ein deutscher Autor, evangelischer Pfarrer, Theologe und Oberregierungsrat.

## Leben
Löber wurde in Obersuhl im Kreis Rotenburg an der Fulda geboren und besuchte bis 1888 das damalige Königliche Gymnasiums in Bad Hersfeld. Bis 1892 studierte er in Berlin und an der Philipps-Universität in Marburg, wo er beide theologischen Prüfungen und Rektorprüfung ablegte. Danach war Löber neun Jahre Hilfsprediger und Rektor in Felsberg. Am 1. Mai 1902 wurde er Pfarrer in Rengshausen im Regierungsbezirk Kassel und am 1. September 1907 Kreisschulinspektor in Waldbröl bei Köln. Am 20. April 1911 wurde Oskar Löber kommissarischer Oberstudiendirektor des Königlich-Preußischen Seminars in Uetersen, aus dem das heutige Ludwig-Meyn-Gymnasium hervorging. Dieses Amt führte er bis 1915 aus und wurde im gleichen Jahr als Oberregierungsrat nach Aurich in Ostfriesland versetzt. In der darauffolgenden Zeit verfasste Löber mehrere Abhandlungen und Bücher über das preußische Schulrecht und -wesen in Zusammenarbeit mit Karl Lienhop.

## Werke (Auswahl)
- Schulrecht für das den Preußischen Regierungen unterstellte Schulwesen, nebst den einschlägigen Verfügungen der Regierung in Hildesheim, Band 1 (1927)
- 1. Nachtrag für die Zeit von Oktober 1927 bis Ende 1930 zu dem Schulrecht für das den preußischen Regierungen unterstellte Schulwesen (1930)
- Evangelisches Religionsbuch für Volksschulen. Neubearbeitet durch den früheren Lehrerverein Hannover hrsg. „Biblischen Geschichten“ von Karl Lienhop und Oskar Löber (Hahnsche Verlag 1960).